# Aspoeckiella gallagheri
Aspoeckiella gallagheri är en insektsart som beskrevs av Hölzel 2004. Aspoeckiella gallagheri ingår i släktet Aspoeckiella och familjen fjärilsländor. Inga underarter finns listade i Catalogue of Life.